# Panskandinavizam
Panskandinavizam je vrsta pan-pokreta iz 19. veka koji se zalagao za političko, ekonomsko i kulturno ujedinjenje skandinavskih država. Ideja pokreta imala je za cilj blisku saradnju ili moguće ujedinjenje skandinavskih nacija na osnovu zajedničkog kulturno-istorijskog nasleđa.

## Politički skandinavizam
Politički skandinavizam analogan je unifikacionim pokretima 19. veka u Italiji i Nemačkoj. Za razliku od ovih pokreta, politički skandinavizam nije bio uspešan i više ne postoji. Pokret je na svom vrhuncu bio polovinom 19. veka, a podržavao je ideju o Skandinaviji kao o ujedninjenom području ili jednoj naciji, na osnovu zajedničkog jezičkog, kulturnog i političkog nasleđa triju skandinavskih zemalja: Danske, Norveške i Švedske. 
Pokret su pokrenuli danski i švedski studenti 40-ih godina 19. veka, najpre u Skoneu. Na početku, politički predstavnici obe zemlje, uključujući kraljeve Kristijana VIII i Karla XIV, bili su nepoverljivi prema pokretu. Policija u Danskoj je stoga pažljivo nadgledala pristalice skandinavizma. Ipak, nakon što je Oskar I postao kralj Švedske i Norveške 1844. godine, odnosi sa Danskom su poboljšani, a pokret je počeo da dobija podršku u liberalnim novinama, kao što su Fædrelandet i Aftonbladet, koje su to videle kao način suprotstavljanja konzervativnim strujama koje su dominirale tadašnjom Evropom. Tokom rata između Danske i Pruske 1848. godine, Švedska, koja je tada bila u uniji sa Norveškom, ponudila je pomoć, ali je pokret doživeo krah od kojeg se nikad nije oporavio nakon Drugog šlezvičkog rata, kada je Švedska odbila da se pridruži alijansi protiv sve jače Nemačke.

## Sadašnja situacija
Nakon Drugog svetskog rata usledila je decenija nordijske saradnje u kojoj su stvorena međuvladina tela poput Nordijskog saveta i Skandinejvijan erlajns sistem. Međutim, nordijska saradnja je tokom Hladnog rata naglo oslabila zbog švedskog i finskog nepristupanja NATO-u. Smatra se takođe da je intenziviranje evropske integracije (činjenica da su Švedska, Finska i Danska pristupile Evropskoj uniji) oslabilo podsticaj za integraciju zemalja na nordijskom nivou. 
Uprkos mnogobrojnim političkim naporima, panskandinavizam nikada nije doveo do osnivanja neke zvanične unije zemalja. Kulturni panskandinavizam se na idejnom planu u mnogo čemu poklopio sa pokretima poput pangermanizma i panslavizma, ali je panskandinaviza bio uspešniji utoliko što je skandinavske zemlje učinio socijalno, kulturno i politički homogenima u meri u kojoj ljudi izvan Skandinavije teško uspevaju da razlikuju države. 